# Kasyniana diminutella
Kasyniana diminutella is een vlinder uit de familie sikkelmotten (Oecophoridae). De wetenschappelijke naam is voor het eerst geldig gepubliceerd in 1931 door Rebel.
De soort komt voor in Europa.